# Ceyhan (district)
Ceyhan is een Turks district in de provincie Adana en telt 160.616 inwoners (2017). Het district heeft een oppervlakte van 1444,4 km². Hoofdplaats is Ceyhan.
De bevolkingsontwikkeling van het district is weergegeven in onderstaande tabel.
| 1997    | 2000    | 2007    | 2017    |
| ------- | ------- | ------- | ------- |
| 160.407 | 179.333 | 158.459 | 160.616 |